# Ba'alzamon
Ba'alzamon is een personage uit de fantasyboekenreeks Het Rad des Tijds van schrijver Robert Jordan.
Ba'alzamon is een van de verzakers, machtige Aes Sedai die zich in de Eeuw der Legenden aansloten bij de duistere. Hij is beter bekend onder de naam Ishamael. Andere namen die hij kreeg waren onder andere Verrader van Hoop, Hart van het Duister en Ziel van de Schaduw. 
Er wordt algemeen aangenomen dat hij de machtigste verzaker was, en dat hij in De Ene Kracht alleen geëvenaard kon worden door Lews Therin Telamon. Hoogstwaarschijnlijk is Ishamael bij de aanval op de bres nooit helemaal gevangengezet, waardoor hij altijd zijn invloed op de wereld heeft gehad. 
De naam Ba'alzamon werd tijdens de trollok-oorlogen gebruikt door een belangrijke aanvoerder. Dit zou erop kunnen duiden dat Ishamael toen al inderdaad weer sterke invloed had. 
Aan het eind van het tweede boek (De Grote Jacht) strijd Ba'alzamon / Ishamael in Falme aan de hemel met Rhand Altor. Aan het eind van het derde boek (De Herrezen Draak) komt het tot een nieuw duel in de Steen van Tyr. Hier wordt Ba'alzamon door Rhand gedood. 
Er moet echter wel rekening worden gehouden met het feit dat de dood voor verzakers niet altijd het einde betekent (tenzij ze door lotsvuur zijn uitgeschakeld). De Duistere heeft de macht om verzakers weer terug op de wereld te zetten.